# 1453
1453 (MCDLIII) var ett normalår som började en måndag i den julianska kalendern.

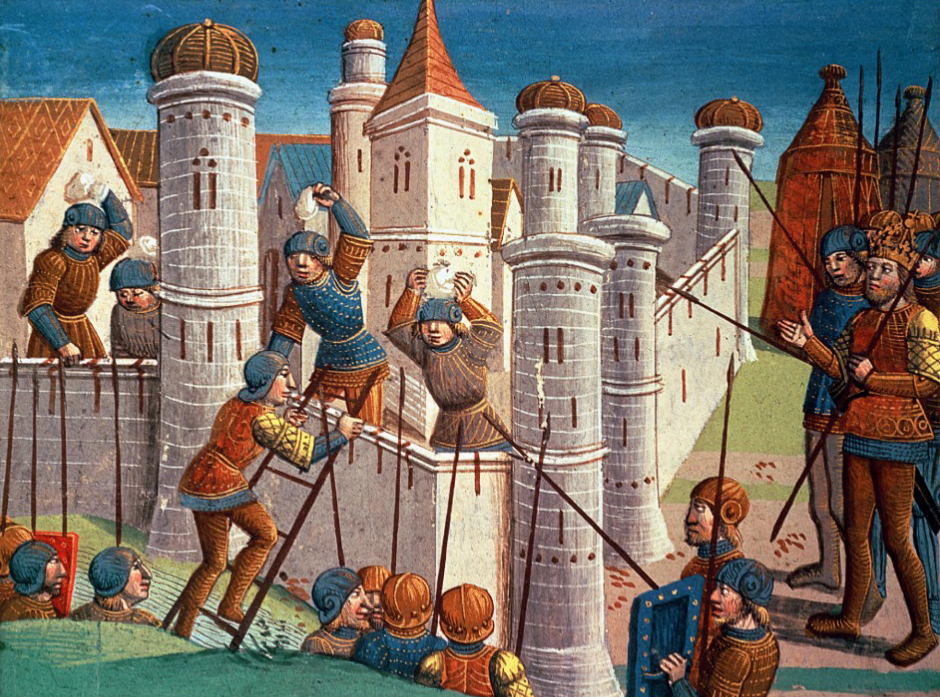
Konstantinopel faller.

## Händelser

### Januari
- 28 januari – Temporärt stillestånd på två år sluts mellan Sverige och Danmark i Vadstena.

### Maj
- 29 maj – Belägringen av Konstantinopel slutar med att Osmanerna erövrar Konstantinopel och därmed går Bysantinska riket, den sista resten av Romerska riket, under, 2 205 år efter rikets grundande 753 f.Kr..[1]
- 31 maj – Permanent stillestånd sluts mellan Sverige och Danmark i Stockholm.

### Juli
- 17 juli – Fransmännen under Karl VII besegrar engelsmännen under earlen av Shrewsbury, som stupar, i slaget vid Castillon-la-Bataille.

### September
- 15 september – Karl Knutsson (Bonde) låter fälla dödsdomar över framträdande personer, som han anser har betett sig förrädiskt under föregående års strider. Framförallt gäller detta västgötska adelsmän, som har intressen på båda sidor om gränsen och därför har slutit upp på Kristian I:s sida.
- 17 september – Karl Knutsson utfärdar ett myntingspåbud.

### November
- November – Man försöker genomföra Karl Knutssons räfst och återbörda gods till kronan. Kyrkliga protester reducerar emellertid dess betydelse.

### Okänt datum
- En lag stiftas om att alla zigenare skall utvisas ur Sverige på grund av deras "brottsliga verksamhet".
- Karlskrönikan skrivs. Den täcker åren 1389–1452, men är starkt vinklad till kung Karls fördel.
- Hundraårskriget mellan England och Frankrike, som pågått sedan 1337, tar slut.

## Födda
- 28 januari – Simonetta Vespucci, kallad la bella Simonetta, berömd italiensk skönhet.
- 13 oktober – Edvard av Westminster, prins av Wales (brittisk tronföljare).
- Afonso de Albuquerque, portugisisk sjöfarare och amiral.

## Avlidna
- John Talbot, 1:e earl av Shrewsbury, engelsk fältherre (stupad).
- Konstantin XI, den siste bysantinske kejsaren (stupad i belägringen av Konstantinopel).
- Isabella I av Lothringen, fransk vasallhertiginna och neapolitansk drottning och regent.

### Fotnoter
1. ↑  Det hände i dag